# Graham Brookhouse
Graham Raymond Brookhouse (* 19. Juni 1962 in Birmingham) ist ein ehemaliger britischer Pentathlet.

## Karriere
Brookhouse nahm an zwei Olympischen Spielen teil. 1988 in Seoul erreichte er im Einzel Platz 21, mit der Mannschaft gewann er die Bronzemedaille. Neben Brookhouse waren noch Richard Phelps und Dominic Mahony Teil des britischen Aufgebots. Bei den Olympischen Spielen 1992 in Barcelona verbesserte er sich im Einzel auf den achten Rang, während er mit der Mannschaft nurmehr Sechster wurde.
Seine erste Medaille bei Weltmeisterschaften gewann er 1987 mit dem 3. Platz in der Mannschaftswertung mit Richard Phelps und Dominic Mahony. 1994 wurde er, gemeinsam mit Phelps und Greg Whyte, in derselben Disziplin Vizeweltmeister.
Nach seiner aktiven Karriere begann Brookhouse als Schwimmtrainer zu arbeiten.